# Gidrotorf
Gidrotorf (in russo Гидроторф?) è un insediamento di tipo urbano della Russia europea centrale, situata nella oblast' di Nižnij Novgorod; appartiene amministrativamente al rajon Balachninskij.